# Cédric Paty
Cédric Paty (Châtillon-sur-Seine, 25 de julho de 1981) é um handebolista profissional francês, campeão olímpico.